# Podlesie (Hawierzów)
Podlesie (czes. Podlesí) – część miasta Hawierzowa w kraju morawsko-śląskim, w powiecie Karwina w Czechach. Położona jest na południe od Miasta i na północ od Błędowic. Leży w północnej części gminy katastralnej Bludovice. Trzecia po Mieście i Szumbarku najludziejsza dzielnica Hawierzowa. W 2009 liczba mieszkańców wynosiła 15259, zaś w 2010 odnotowano 504 adresy. 
Podlesie pierwotnie stanowiło część gminy Błędowice Dolne, wraz z którym znalazło się w granicach Hawierzowa w 1960. Na jego obszarze znajduje się duże osiedle, które idąc od strony dzielnicy Miasto tworzy nieprzerwany ciąg podobnej zabudowy. Również jak ona wyludnia się. W 1970 Podlesie liczyło 14799, 10 lat później 22931, a obecnie niewiele więcej niż w 1970 - 15259.
Na obszarze Podlesia, pod adresem Hálkova 4/1445, znajduje się Kotulova dřevěnka, zarządzany przez Muzeum Ziemi Cieszyńskiej (cz. Muzeum Těšínska) drewniany domek (ciesz. drzewiónka) z 1781 roku.
Na Podlesiu swoje lodowisko posiada HC Hawierzów.